# Cynometra longifolia
Cynometra longifolia är en ärtväxtart som beskrevs av Huber. Cynometra longifolia ingår i släktet Cynometra, och familjen ärtväxter. Inga underarter finns listade i Catalogue of Life.